# Première église unitarienne de Philadelphie
La Première église unitarienne de Philadelphie (en anglais :  First Unitarian Church of Philadelphia) est un lieu de culte de la congrégation universaliste unitarienne situé au 2125 Chestnut Street à Philadelphie en Pennsylvanie. Le 12 juin 1796, vingt intellectuels éminents de Philadelphie fondèrent la First Unitarian Society of Philadelphia, la première du pays à se proclamer « unitarienne ». Les fondateurs furent conseillés et encouragés par le ministre du culte, philosophe et scientifique, le britannique Joseph Priestley. Le bâtiment actuel est l'œuvre de Frank Furness, l'architecte de la Pennsylvania Academy of Fine Arts et fils du premier ministre de la congrégation, William Henry Furness. Les travaux entrepris en 1883 s'achevèrent en 1885.